# ويليام ألين (متسابق يخت)
ويليام ألين (بالإنجليزية: William Allen)‏ هو متسابق يخت أمريكي، ولد في 20 نوفمبر 1947 في منيابولس في الولايات المتحدة.

## وصلات خارجية
- ويليام ألين على موقع الاتحاد الدولي للملاحة الشراعية (موقع قديم) (الإنجليزية)
- ويليام ألين على موقع اللجنة الأولمبية الدولية (الإنجليزية)
- ويليام ألين على موقع أوليمبيديا (الإنجليزية)